# Aphobetus lecanii
Aphobetus lecanii är en stekelart som först beskrevs av Girault 1938.  Aphobetus lecanii ingår i släktet Aphobetus och familjen puppglanssteklar. Inga underarter finns listade i Catalogue of Life.